# Cincizeci de umbre ale lui Grey (film)
Cincizeci de umbre ale lui Grey este un film american de dramă romantico-erotică, regizat de Sam Taylor-Johnson, după un scenariu de Kelly Marcel, Patrick Marber și Mark Bomback, bazat pe romanul best-seller omonim de E. L. James. Lansarea filmului e programată pentru 13 februarie 2015, prin intermediul Michael De Luca Productions, Trigger Street Productions, Focus Features și Universal Pictures. Jamie Dornan și Dakota Johnson joacă în rolurile principale ale lui Christian Grey și Anastasia Steele, respectiv.

## Distribuție
- Dakota Johnson — Anastasia "Ana" Steele
- Jamie Dornan — Christian Grey
- Eloise Mumford — Katherine "Kate" Kavanagh[11]
- Luke Grimes — Elliot Grey[12]
- Rita Ora — Mia Grey[13]
- Victor Rasuk — José Rodriguez[14]
- Max Martini — Jason Taylor[15]
- Dylan Neal — Bob Adams[16]
- Callum Keith Rennie — Raymond "Ray" Steele[17]
- Jennifer Ehle — Carla Wilks[18]
- Marcia Gay Harden — Grace Trevelyan Grey[19]
- Aaron Taylor-Johnson[20][21]
- Andrew Airlie — Carrick Grey
- Anthony Konechny — Paul Clayton
- Emily Fonda — Martina